# 张自力
张自力，西南大学教授，现任西南大学计算机与信息科学学院院长。1986年7月毕业于四川大学计算机科学系，获理学学士学位；1989年1月毕业于哈尔滨工业大学计算机科学与工程系，获工学硕士学位；2002年4月毕业于澳大利亚迪肯（Deakin）大学信息技术系，获博士学位。

## 生平
1989年1月开始在西南师范大学计算机科学系工作，1992年5月晋升为副教授，1996年9月晋升为教授，同年开始任硕士研究生导师；1994年10月到1995年1月应邀赴俄罗斯伏拉基米尔师范大学讲学；1998年11月到1999年5月应邀到澳大利亚新英格兰大学进行合作科研；2001年10月到2007年12月在澳大利亚迪肯大学兼职任教。

## 任职经历
張自力曾擔任過《电脑报》编辑部主任，西南师范大学计算机科学系副主任，西南师范大学计算机与信息科学学院副院长，西南大学计算机与信息科学学院副院长。现任西南大学计算机与信息科学学院院长，西南大学信息中心主任。

## 參看
- 西南大學
- 电脑报
- 西南大学计算机与信息科学学院

## 外部連結
- 西南大學計算機與信息科學學院張自力簡介[永久]